# Hans Kretschmer (Verleger)
Hans Kretschmer (* 12. Juli 1887 in Görlitz; † 1976) war ein deutscher Verleger.

## Werdegang
Kretschmer war Inhaber einer Buchdruckerei und erwarb am 27. Januar 1919 den in Görlitz ansässigen C. A. Starke Verlag. 1923 erweiterte er das Verlagshaus um die Handelsdruckerei A. Müller und vereinigte diese mit dem bis heute bekannten Verlagshaus. Er gründete die Zeitschrift Archiv für Sippenforschung und gab von 1929 bis 1944 das Genealogische Handbuch der baltischen Ritterschaften heraus. 
Nach der Besetzung der Stadt Görlitz durch die sowjetischen Truppen und dem Ende des Zweiten Weltkriegs wurde der Lagerbestand des Verlags von etwa 400.000 Bänden zerstört und Kretschmer im Jahr 1946 entschädigungslos enteignet. Nach Enteignung 1946 übersiedelte er mit seiner Familie nach Glücksburg in Südschleswig, wo er den Verlag wieder aufzubauen begann. 1958 verlegte er den Firmensitz nach Limburg an der Lahn.

## Ehrungen
- 1968: Verdienstkreuz 1. Klasse der Bundesrepublik Deutschland

## Quelle
- Firmenportrait des C. A. Starke Verlags

| Personendaten    | Personendaten      |
| ---------------- | ------------------ |
| NAME             | Kretschmer, Hans   |
| KURZBESCHREIBUNG | deutscher Verleger |
| GEBURTSDATUM     | 12. Juli 1887      |
| GEBURTSORT       | Görlitz            |
| STERBEDATUM      | 1976               |